# Ample ferroviari a Espanya
El noranta per cent de l'ample ferroviari a Espanya és ibèric (1.668 mm) i actualment està en plena expansió l'ample ferroviari estàndard (1.435 mm) utilitzat en el 60% de la xarxa mundial de ferrocarrils i actualment a Espanya representa el 9% amb uns 1.200 km de vies el 2007.
A més de l'ample ibèric (11.823 de quilòmetres) i l'internacional o estàndard també hi ha altres línies de via mètrica o inferior, utilitzades en les línies de Feve, FGV i de FGC Llobregat-Anoia.
La creació d'una xarxa diferent a l'europea provocà la incomunicació, ferroviàriament parlant, amb Europa i especialment amb França. I amb l'expansió de l'ample estàndard a través de l'Alta Velocitat Espanyola ha provocat la incompatibilitat de xarxes dins el territori espanyol.
Per solucionar aquest problema hi havia tres opcions: 
- Xarxes totalment independents.
- Comunicar les xarxes canviant l'ample de les línies convencionals (1.668 mm) d'ibèric a estàndard, o implantant un tercer rail d'ample estàndard en vies d'ample ibèric.
- Comunicar les xarxes mitjançant canviadors d'amples.

Com a solució provisional o definitiva a la vegada que s'ha anat estenent la xarxa de trens d'alta velocitat (Ave) d'ample estàndard, s'ha creat interconnexions amb la xarxa de trens convencional mitjançant canviadors d'amples i la construcció de trens que poguessin canviar l'ample com per exemple els Talgo, alhora que s'ha implantat un tercer rail en vies d'ample ibèric que permet la circulació de trens d'ample estàndard en diversos trams de la xarxa estatal espanyola -Saragossa-Osca, Barcelona-Mollet, Girona-Figueres, i València-Castelló- i al port de Barcelona.
Han estat diversos els intents de canviar d'ample ibèric a estàndard, però els estudis de viabilitat definien tal procés com massa costós i de moment no hi ha hagut tal reconversió.
El Ministeri de Foment espanyol va adjudicar el 24 de setembre de 2005 la redacció d'un estudi per definir les estratègies de futur relatives a l'ample de via de la xarxa ferroviària espanyola. Que inclogui una directriu específica per a la definició d'una estratègia precisa de canvi d'ample de la xarxa convencional, coherent amb l'objectiu de desenvolupament de la interoperatibilitat europea.

## Llista de canviadors d'ample
| Nom                            | Anys de funcionament | Generació | Ús canviador Gener 2007          | Tecnologia* |
| ------------------------------ | -------------------- | --------- | -------------------------------- | ----------- |
| Aravaca                        | 1967-2001            | 1         | Desmantellat                     | Talgo F     |
| Irun                           | 1968-1968            | 1         | Desmantellat                     | Talgo F     |
| Portbou                        | 1969-                | 1         | Talgo Paris i altres / 7         | Talgo F     |
| Irun                           | 1980-                | 1         | Talgo Paris / 2                  | Talgo F     |
| Barcelona - Poble Nou          | 1969-1988            | 1         | desmantellat                     | Talgo F     |
| Las Matas 1                    | 1980                 | 1         | Manteniment                      | Talgo F     |
| Barcelona - Sant Andreu Comtal | 1988-                | 1         | Manteniment                      | Talgo F     |
| Madrid - Puerta de Atocha      | 1992-                | 2         | Pasos a las Matas                | Talgo F     |
| Còrdova                        | 1992-2006            | 2         | sense ús                         | Talgo F     |
| (Sevilla) Majarabique Talgo    | 1993-                | 2         | T. Càdis, Huelva / 2             | Talgo F     |
| Besaín (factoria CAF)          | 1999                 | -         | Sense ús regular                 | CAF F       |
| (Sevilla) Majarabique CAF      | 1999-                | -         | Sense ús regular                 | CAF F       |
| Lleida                         | 2003-2006            | 2         | Sense ús, no s'hi pot accedir    | Talgo F     |
| Riu Adaja                      | 2001-                | 3         | En proves                        | Dual / V    |
| Plasencia de Jalón             | 2003-                | 3         | T. Pamplona, Irun, Logronyo / 10 | Dual / V    |
| Saragossa-Delicias             | 2003-                | 3         | Pasos TRD taller                 | Dual / V    |
| Osca                           | 2003-                | 3         | TRD Zaraza-Jaca                  | CAF P       |
| (Madrid) Santa Catalina        | 2006-                | 3         | Manteniment                      | Dual / V    |
| Puigverd de Lleida             | 2006-                | 3         | Sense ús regular                 | CAF P       |
| Roda de Barà (1)               | 2006-                | 3         | Alvia i T. Mad-Bcn / 4,5         | Dual / V    |
| Roda de Barà (2)               | 2006-                | 3         | Alvia i T. Mad-Bcn / 4,5         | Dual / V    |
| Antequera - Santa Ana (1)      | 2006-                | 3         | T. Mad Màlaga Granada Age / 10   | Dual / V    |
| Antequera - Santa ana (2)      | 2006-                | 3         | T. Mad Màlaga Granada Age / 10   | Dual / V    |
| Valdestillas                   | ? -2007              | 3         | Madrid-Valladolid                | Dual / H    |
| Medina del Campo               | 2007-                | 3         | T. Madrid-Galícia                | Dual / H    |
| Madrid-Chamartín (Nord)        | 2007-                | 3         | Pasos taller Fuencarral          | Dual / H    |
| Valladolid (Nord)              | 2007-                | 3         | Trens Madrid Nord                | Dual / V    |
| (*) 85%                        |                      |           |                                  |             |